# Führerhauptquartier Frühlingssturm

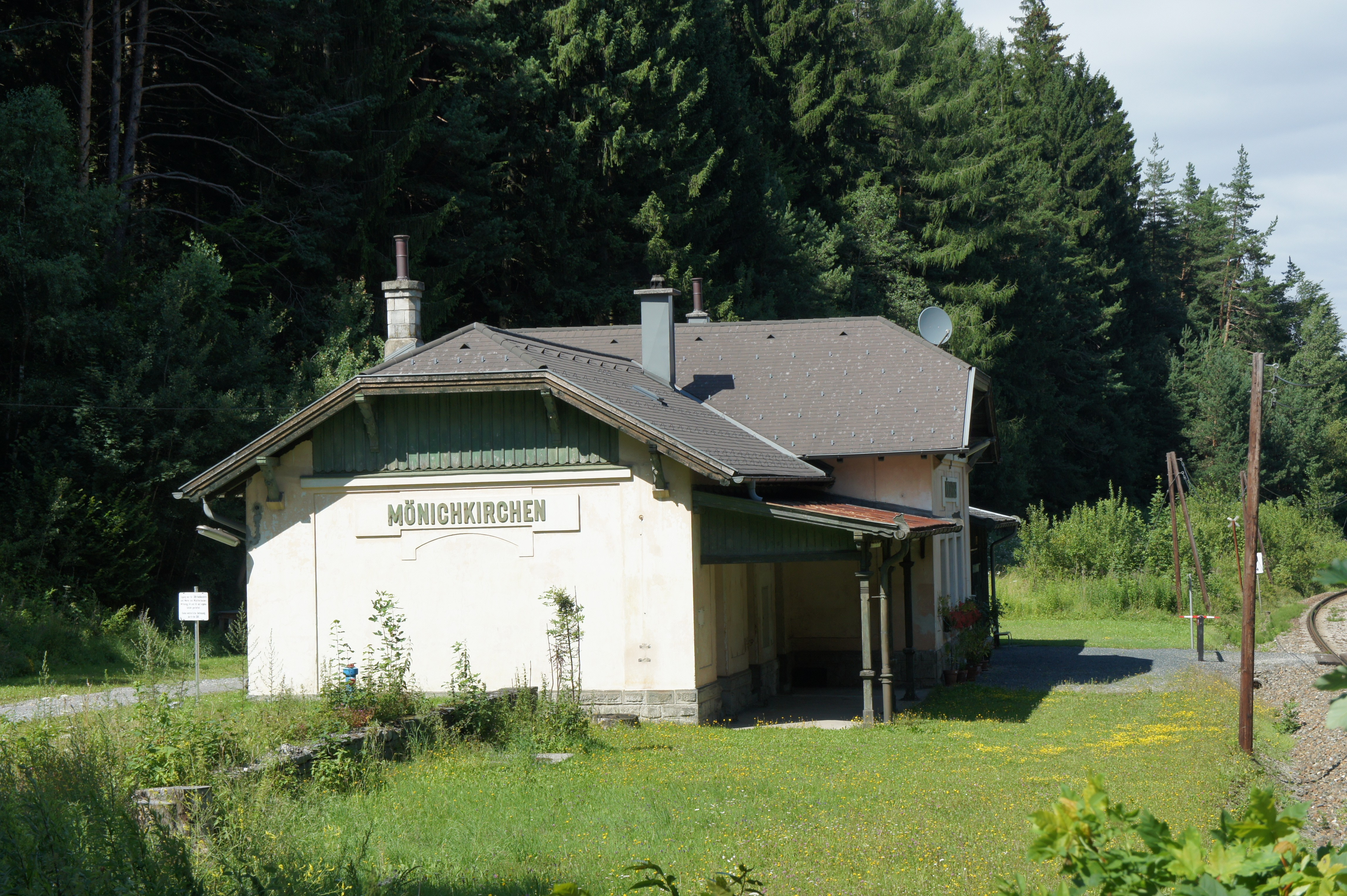
Der ehemalige Bahnhof Mönichkirchen war 1941 Hitlers Führerhauptquartier

Das bewegliche Führerhauptquartier mit dem Decknamen Frühlingssturm diente Adolf Hitler vom 12. bis zum 25. April 1941 als Ort zur Leitung des Balkanfeldzugs.

## Geschichte
Zu diesem Zweck war auf der Wechselbahn von Aspang nach Friedberg in der Halte- und Ladestelle Mönichkirchen, 35 Kilometer südlich von Wiener Neustadt gelegen, ein sicherer Abstellplatz für den Führersonderzug Amerika gefunden worden. Es handelte sich um den 1910 erbauten, etwa 2½ km langen Großen Hartbergtunnel.
Neben Hitler fanden sich auch die wichtigsten Führungskader der Wehrmacht mit ihren Sonderzügen auf dieser Strecke ein. Zur Errichtung eines festen Führerhauptquartiers war wegen der sich überschlagenden Ereignisse auf dem Balkan keine Zeit geblieben. Zudem weigerte sich Hitler, bestehende militärische Einrichtungen in Österreich zu nutzen. So diente der Befehlswagen des Führersonderzuges mit seinen bescheidenen Möglichkeiten als ständiger Arbeitsplatz für Hitler, Wilhelm Keitel und Alfred Jodl. Hitler verließ den Zug im Grunde nur, um zu Fuß zu dem nahe gelegenen Hotel „Mönichkirchner Hof“ zu gehen, wo er die Vorführungen der Deutschen Wochenschau sah. Das Führer-Begleit-Bataillon sicherte mit 1.157 Mann das umliegende Gelände (Quartiere in Mönichkirchen und Aspang).
Hitlers Zug kam am 12. April an und wurde am Nordteil des Großen Hartbergtunnels, dem Scheiteltunnel der Wechselbahn, in der Halte- und Ladestelle Mönichkirchen stationiert. Der Südteil des Tunnels war für den Sonderzug Atlas des Wehrmachtführungsstabes vorgesehen, eine Draisine sorgte für die schnelle Verbindung der beiden Züge durch den Tunnel. Hermann Görings Sonderzug Asien hielt vor dem Wiesenhöftunnel nördlich von Friedberg, nur wenige Kilometer südlich von Hitlers Standort.
Jede Zuggarnitur bestand aus 14 vierachsigen Waggons. Die beiden Flakwaggons des Führerzuges waren entgegen der üblichen Reihung am Zugschluss (nördliches Ende) eingereiht. Die Garnituren wurden jeweils so postiert, dass sie innerhalb kürzester Zeit zum Schutz vor feindlichen Flugzeugen in die dortigen Eisenbahntunnels geschoben werden konnten, weshalb die Lokomotiven des Führersonderzuges ständig unter Dampf standen. Dies waren u. a. zwei Tender an Tender gekuppelte altösterreichische Güterzugsloks der Reihe kkStB 80. Zum problemlosen Ablösen der Lokomotiven, welche zum Ausrüsten (= Wasserfassen und Kohle ergänzen) in den Bahnhof Aspang (ungefähr 15 Minuten entfernt) zurück fahren mussten, wurde ein eigenes Stumpfgleis für zwei Lokomotiven unter großem Zeitdruck errichtet. Damit wurde die Vorgabe erfüllt, dass der Führersonderzug maximal für drei Minuten ohne Lokomotive blieb.
Über 500 Mann der Bahnbrigade und der Organisation Todt hatten innerhalb von nur zwei Wochen die nötige Infrastruktur (Bahnsteige, zusätzliche Gleise, Kanalisation, Funkverbindungen) geschaffen. Als Vorwand für die Räumung der Station sowie des Hotels diente der zweigleisige Ausbau des Großen Hartbergtunnels. Auf den Fotos des FHQ in der Literatur sieht man einen zum leichteren Ein- und Aussteigen errichteten hölzernen Bahnsteig vor Hitlers Salonwagen, für die anderen Waggons wurden hölzerne Treppen aufgestellt.
Heinrich Himmlers Sonderzug Heinrich fuhr hinter Hitlers von Berlin über München nach Wien, wurde aber in das rund 60 Kilometer von Mönichkirchen entfernte Bruck an der Mur umgeleitet und dort stationiert. Joachim von Ribbentrops Sonderzug Westfalen wurde im Wiener Südbahnhof abgestellt. Das Oberkommando des Heeres benutzte die Gebäude der Militärakademie Wiener Neustadt als Feldquartier.
Hitler feierte am 20. April hier auch seinen 52. Geburtstag. Als Gratulanten fanden sich unter anderem Franz von Papen, damals Deutschlands Botschafter in der Türkei, Oberbefehlshaber Walther von Brauchitsch, Großadmiral Erich Raeder, der italienische Außenminister Graf Ciano und Bulgariens König Boris III. ein. Am 24. April suchte der ungarische Reichsverweser Admiral Miklos Horthy Hitler auf, um Ungarn einen territorialen Anteil bei einer Aufteilung Jugoslawiens zu sichern.
Nach der Kapitulation Jugoslawiens vor den deutschen und italienischen Truppen kapitulierte auch Griechenland. Am 27. April 1941, einen Tag vor dem Einmarsch der Wehrmacht in Athen, verließ Hitler Frühlingssturm schon in Richtung Berlin. Die Streckensperre, die seit dem 26. März in Kraft war, wurde wieder aufgehoben.